# Jan Fiutak
Jan Fiutak (ur. 28 marca 1933 w Działdowie, zm. 25 lutego 2016) – polski fizyk, prof. zw. dr hab.

## Życiorys
W 1953 ukończył studia z zakresu fizyki na Wydziale Matematyczno-Fizyczno-Chemicznym Uniwersytetu Mikołaja Kopernika w Toruniu, a 15 marca 1967 uzyskał habilitację.
W 1975 został profesorem nadzwyczajnym, a w 1985 profesorem zwyczajnym. Pracował na Wydziale Matematyczno-Przyrodniczym w Słupsku, Instytucie Fizyki.
Zmarł 25 lutego 2016. Został pochowany na cmentarzu Witomińskim w Gdyni przy ulicy Witomińskiej 76 (kolumbarium 94-2-5).

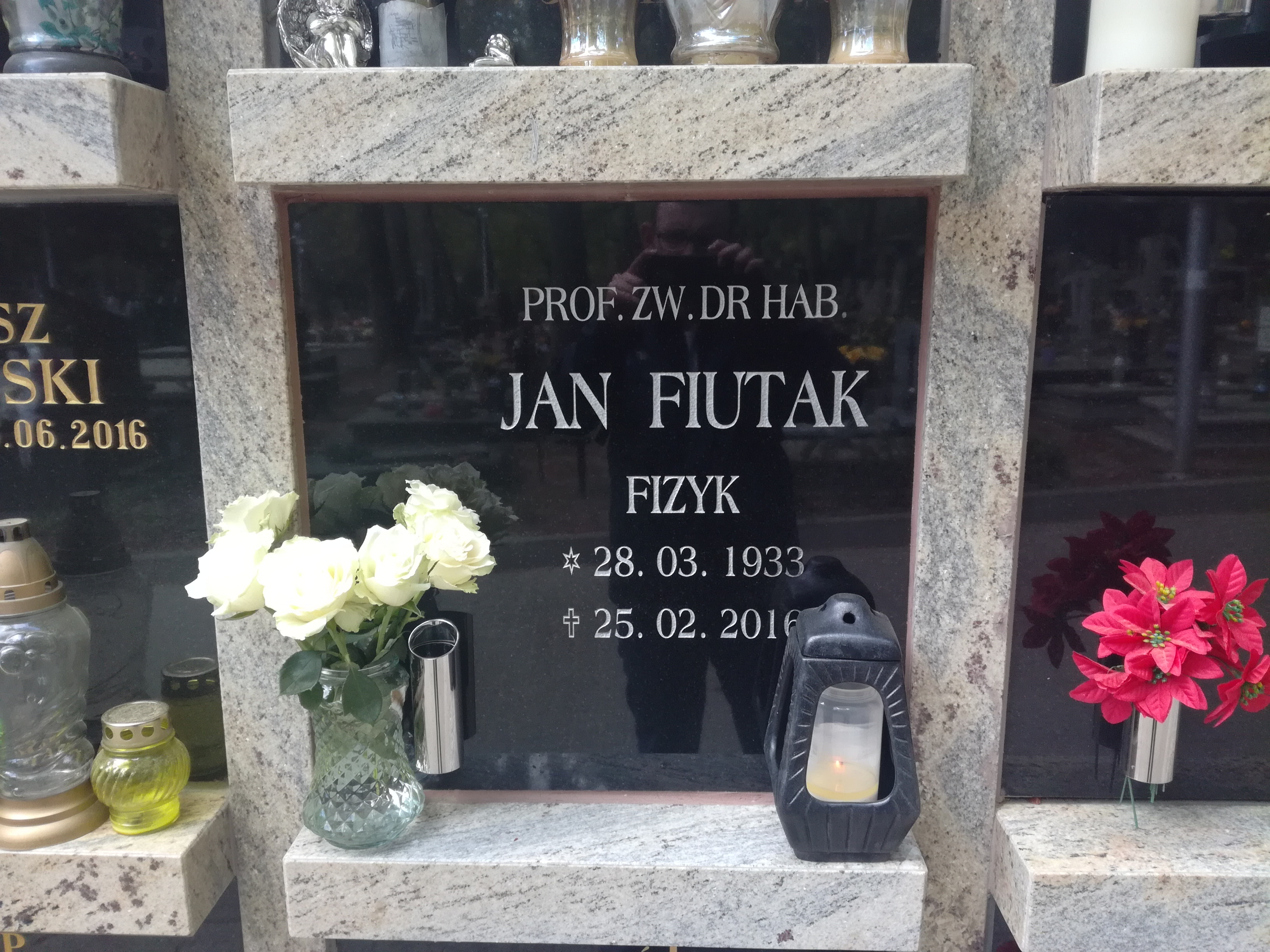
Grób Jana Fiutaka na cmentarzu Witomińskim